# جیمی نوبل
جیمی نوبل (انگلیسی: Jamie Noble؛ زادهٔ ۲۳ دسامبر ۱۹۷۶) کشتی‌گیر کشتی حرفه‌ای اهل ایالات متحده آمریکا است.